# Community Shield
Pour les articles homonymes, voir Shield.
Le Football Association Community Shield, appelé Football Association Charity Shield jusqu'en 2001, est un trophée anglais de football opposant à chaque début de saison le vainqueur du Championnat d'Angleterre (la Premier League) à celui de la Coupe d'Angleterre (la FA Cup) de la saison précédente (c'est l'équivalent du Trophée des Champions en France). Il existe depuis la saison 1907-1908, en remplacement du Sheriff of London Charity Shield (en).
Traditionnellement ce match se déroule une semaine avant le début du Championnat d'Angleterre au stade de Wembley à Londres, en Angleterre. Pendant la rénovation de ce dernier, entre 2000 et 2007, le match a lieu au Millennium Stadium, à Cardiff, au pays de Galles. L'édition 2012 se déroule au Villa Park à Birmingham en raison de l'utilisation du stade de Wembley pour la finale masculine de football des Jeux olympiques d'été de 2012 et l'édition 2022 se déroule au King Power Stadium à Leicester en raison de l'utilisation du stade de Wembley pour la finale de l'Euro féminin 2022.
Le Community Shield est organisé par la Football Association (FA), la Fédération anglaise de football. Il correspond à la Supercoupe existant dans la plupart des pays européens. Les revenus de ce match sont affectés au financement d'œuvres de charité ou à d'initiatives locales.

## Histoire
Le Community Shield reprend le principe du Sheriff of London Charity Shield (en), créé en 1898 comme un match de gala opposant les footballeurs professionnels de la Professional Footballers' Association à une sélection de joueurs amateurs (The gentlemen and players tradition).
Le Football Association Charity Shield, son nom d'origine, prend la suite quand les principaux clubs amateurs du pays passent sous l'égide de la FA. Le match oppose dès lors les vainqueurs de la Football League First Division avec ceux de la Southern League. La première édition oppose Manchester United et Queens Park Rangers au stade Stamford Bridge à Londres. Après un premier match nul 1-1, un nouveau duel est organisé, remporté cette fois par les Mancuniens (4-0).
Le format de la compétition varie avec les années. En 1913 et 1927 notamment, il oppose de nouveau deux sélections de joueurs amateurs et professionnels. En 1921, il réunit pour la première fois les vainqueurs du championnat et de la coupe. Ce principe s'impose à partir de 1930, à quelques exceptions notables : en 1950, l'équipe d'Angleterre affronte une sélection de la FA ; en 1961, alors que Tottenham Hotspur a remporté le doublé coupe-championnat pour la première fois au XXe siècle, on fait de nouveau appel à une sélection de la FA, le Football Association XI.
À partir de 1959, le match est organisé en ouverture de la saison régulière. En 1971, alors qu'Arsenal a à son tour remporté le doublé coupe-championnat, il déclare forfait du fait de matchs amicaux déjà programmés. Le trophée est remporté par Leicester City, vainqueur de la Division Two, sur Liverpool, finaliste malheureux en coupe. L'année suivante, le champion et le vainqueur de la FA Cup, Derby County et Leeds United, déclinent chacun l'invitation. Manchester City, 4e du dernier championnat, l'emporte sur Aston Villa, champion de... 3e division.

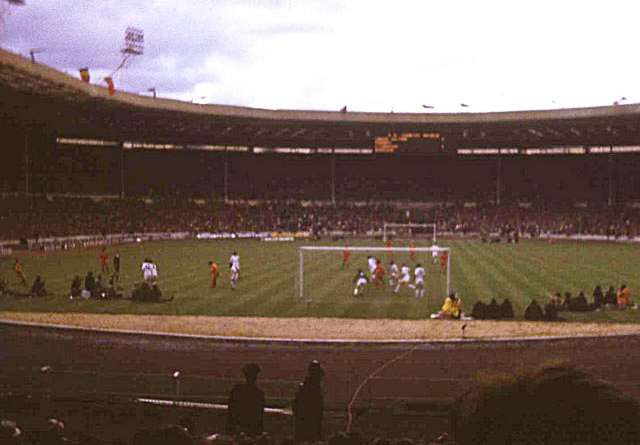
Scène du Charity Shield 1974 dans l'ancien stade de Wembley

En 1974, le secrétaire de la Football Association Ted Croker (en) revoit les conditions du match et l'installe dans le stade de Wembley. En 1993, une séance de tirs au but est réintroduite pour départager les deux équipes en cas d'égalité au bout du temps réglementaire. À la suite de la création de la Premier League, son champion est invité à disputer le trophée en lieu et place du champion de First Division.

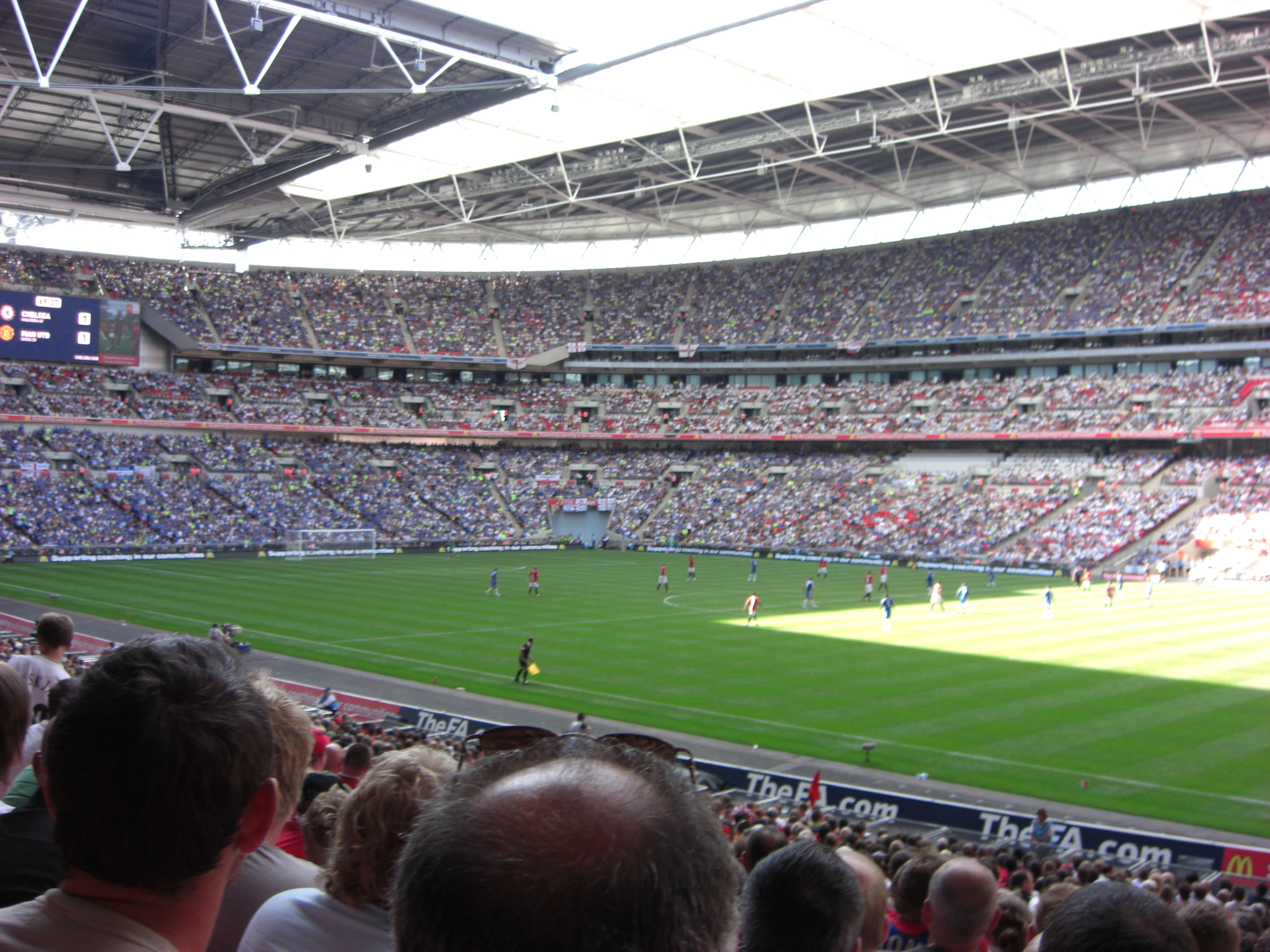
Scène du Community Shield 2007 dans le nouveau stade de Wembley

En 2002, la Charity Commission for England and Wales (en) fait savoir que la Football Association ne répond pas aux obligations de la Charity law. Le trophée est dès lors rebaptisé Community Shield.
Arsenal en est le premier vainqueur.

## Statut
Bien que le trophée ait conservé une place honorifique dans le football anglais, le Community Shield est moins réputé que la Premier League, la FA Cup ou encore la League Cup, et donne lieu à des matchs moins engagés. Il est considéré comme une sorte de match amical de gala,,.

## Particularités
Les entraîneurs ont la possibilité de faire jusqu'à 6 changements de joueurs au lieu des 5 réglementaires durant ce match. En cas d'égalité à la fin du temps réglementaire, les deux équipes se départagent directement aux tirs au but sans disputer de prolongation.

## Palmarès
| Édition                                                                 | Année                      | Vainqueur                                            | Score                      | Finaliste                  | Lieu de la finale                   | Affluence                  |
| Charity Shield (1908-2001)                                              | Charity Shield (1908-2001) | Charity Shield (1908-2001)                           | Charity Shield (1908-2001) | Charity Shield (1908-2001) | Charity Shield (1908-2001)          | Charity Shield (1908-2001) |
| ----------------------------------------------------------------------- | -------------------------- | ---------------------------------------------------- | -------------------------- | -------------------------- | ----------------------------------- | -------------------------- |
| 1re                                                                     | 1908                       | Manchester United (1)                                | 1 - 1                      | Queens Park Rangers        | Stamford Bridge, Londres            | 6 000                      |
| 1re                                                                     | 1908                       | Manchester United (1)                                | 4 - 0                      | Queens Park Rangers        | Stamford Bridge, Londres            | 50 000                     |
| 2e                                                                      | 1909                       | Newcastle United (1)                                 | 2 - 0                      | Northampton Town           | Stamford Bridge, Londres            | 7 000                      |
| 3e                                                                      | 1910                       | Brighton and Hove Albion (1)                         | 1 - 0                      | Aston Villa                | Stamford Bridge, Londres            | 13 000                     |
| 4e                                                                      | 1911                       | Manchester United (2)                                | 8 - 4                      | Swindon Town               | Stamford Bridge, Londres            | 10 000                     |
| 5e                                                                      | 1912                       | Blackburn Rovers (1)                                 | 2 - 1                      | Queens Park Rangers        | White Hart Lane, Londres            | 7 111                      |
| 6e                                                                      | 1913                       | Angleterre Professionnels (1)                        | 7 - 2                      | Angleterre Amateurs        | The Old Den, Londres                | 15 000                     |
| Non disputé entre 1914 et 1919 en raison de la Première Guerre mondiale |                            |                                                      |                            |                            |                                     |                            |
| 7e                                                                      | 1920                       | West Bromwich Albion (1)                             | 2 - 0                      | Tottenham Hotspur          | White Hart Lane, Londres            | 38 168                     |
| 8e                                                                      | 1921                       | Tottenham Hotspur (1)                                | 2 - 0                      | Burnley FC                 | White Hart Lane, Londres            | 18 000                     |
| 9e                                                                      | 1922                       | Huddersfield Town (1)                                | 1 - 0                      | Liverpool FC               | Old Trafford, Manchester            | 20 000                     |
| 10e                                                                     | 1923                       | Angleterre Professionnels (2)                        | 2 - 0                      | Angleterre Amateurs        | Stamford Bridge, Londres            | 11 000                     |
| 11e                                                                     | 1924                       | Angleterre Professionnels (3)                        | 3 - 1                      | Angleterre Amateurs        | Highbury, Londres                   | 10 000                     |
| 12e                                                                     | 1925                       | Angleterre Amateurs (1)                              | 6 - 1                      | Angleterre Professionnels  | White Hart Lane, Londres            | 5 000                      |
| 13e                                                                     | 1926                       | Angleterre Amateurs (2)                              | 6 - 3                      | Angleterre Professionnels  | Maine Road, Manchester              | 1 500                      |
| 14e                                                                     | 1927                       | Cardiff City (1)                                     | 2 - 1                      | Corinthians FC             | Stamford Bridge, Londres            | ?                          |
| 15e                                                                     | 1928                       | Everton FC (1)                                       | 2 - 1                      | Blackburn Rovers           | Old Trafford, Manchester            | 4 000                      |
| 16e                                                                     | 1929                       | Angleterre Professionnels (4)                        | 3 - 0                      | Angleterre Amateurs        | The Old Den, Londres                | 6 000                      |
| 17e                                                                     | 1930                       | Arsenal FC (1)                                       | 2 - 1                      | Sheffield Wednesday        | Stamford Bridge, Londres            | 18 000                     |
| 18e                                                                     | 1931                       | Arsenal FC (2)                                       | 1 - 0                      | West Bromwich Albion       | Villa Park, Birmingham              | 21 276                     |
| 19e                                                                     | 1932                       | Everton FC (2)                                       | 5 - 3                      | Newcastle United           | St James' Park, Newcastle upon Tyne | 10 000                     |
| 20e                                                                     | 1933                       | Arsenal FC (3)                                       | 3 - 0                      | Everton FC                 | Goodison Park, Liverpool            | 20 000                     |
| 21e                                                                     | 1934                       | Arsenal FC (4)                                       | 4 - 0                      | Manchester City            | Highbury, Londres                   | 10 888                     |
| 22e                                                                     | 1935                       | Sheffield Wednesday (1)                              | 1 - 0                      | Arsenal FC                 | Highbury, Londres                   | 15 000                     |
| 23e                                                                     | 1936                       | Sunderland AFC (1)                                   | 2 - 1                      | Arsenal FC                 | Roker Park, Sunderland              | 15 000                     |
| 24e                                                                     | 1937                       | Manchester City (1)                                  | 2 - 0                      | Sunderland AFC             | Maine Road, Manchester              | 14 000                     |
| 25e                                                                     | 1938                       | Arsenal FC (5)                                       | 2 - 1                      | Preston North End          | Highbury, Londres                   | 7 233                      |
| Non disputé entre 1939 et 1947 en raison de la Seconde Guerre mondiale  |                            |                                                      |                            |                            |                                     |                            |
| 26e                                                                     | 1948                       | Arsenal FC (6)                                       | 4 - 3                      | Manchester United          | Highbury, Londres                   | 31 000                     |
| 27e                                                                     | 1949                       | Portsmouth FC (1) Wolverhampton Wanderers (1)        | 1 - 1 (titre partagé)      | -                          | Highbury, Londres                   | 35 140                     |
| 28e                                                                     | 1950                       | Angleterre (5)                                       | 4 - 2                      | FA Canadian Touring Team   | Stamford Bridge, Londres            | 38 468                     |
| 29e                                                                     | 1951                       | Tottenham Hotspur (2)                                | 2 - 1                      | Newcastle United           | White Hart Lane, Londres            | ?                          |
| 30e                                                                     | 1952                       | Manchester United (3)                                | 4 - 2                      | Newcastle United           | Old Trafford, Manchester            | 11 381                     |
| 31e                                                                     | 1953                       | Arsenal FC (7)                                       | 3 - 1                      | Blackpool FC               | Highbury, Londres                   | 39 853                     |
| 32e                                                                     | 1954                       | Wolverhampton Wanderers (2) West Bromwich Albion (2) | 4 - 4 (titre partagé)      | -                          | Molineux Stadium, Wolverhampton     | 45 035                     |
| 33e                                                                     | 1955                       | Chelsea FC (1)                                       | 3 - 0                      | Newcastle United           | Stamford Bridge, Londres            | 12 802                     |
| 34e                                                                     | 1956                       | Manchester United (4)                                | 1 - 0                      | Manchester City            | Maine Road, Manchester              | 30 495                     |
| 35e                                                                     | 1957                       | Manchester United (5)                                | 4 - 0                      | Aston Villa                | Old Trafford, Manchester            | 27 923                     |
| 36e                                                                     | 1958                       | Bolton Wanderers (1)                                 | 4 - 1                      | Wolverhampton Wanderers    | Burnden Park, Bolton                | 36 029                     |
| 37e                                                                     | 1959                       | Wolverhampton Wanderers (3)                          | 3 - 1                      | Nottingham Forest          | Molineux Stadium, Wolverhampton     | 32 329                     |
| 38e                                                                     | 1960                       | Burnley FC (1) Wolverhampton Wanderers (4)           | 2 - 2 (titre partagé)      | -                          | Turf Moor, Burnley                  | 19 873                     |
| 39e                                                                     | 1961                       | Tottenham Hotspur (3)                                | 3 - 2                      | FA XI                      | White Hart Lane, Londres            | 36 593                     |
| 40e                                                                     | 1962                       | Tottenham Hotspur (4)                                | 5 - 1                      | Ipswich Town               | Portman Road, Ipswich               | 20 067                     |
| 41e                                                                     | 1963                       | Everton FC (3)                                       | 4 - 0                      | Manchester United          | Goodison Park, Liverpool            | 54 844                     |
| 42e                                                                     | 1964                       | Liverpool FC (1) West Ham United (1)                 | 2 - 2 (titre partagé)      | -                          | Anfield, Liverpool                  | 38 858                     |
| 43e                                                                     | 1965                       | Manchester United (6) Liverpool FC (2)               | 2 - 2 (titre partagé)      | -                          | Old Trafford, Manchester            | 48 502                     |
| 44e                                                                     | 1966                       | Liverpool FC (3)                                     | 1 - 0                      | Everton FC                 | Goodison Park, Liverpool            | 63 329                     |
| 45e                                                                     | 1967                       | Manchester United (7) Tottenham Hotspur (5)          | 3 - 3 (titre partagé)      | -                          | Old Trafford, Manchester            | 54 106                     |
| 46e                                                                     | 1968                       | Manchester City (2)                                  | 6 - 1                      | West Bromwich Albion       | Maine Road, Manchester              | 35 510                     |
| 47e                                                                     | 1969                       | Leeds United (1)                                     | 2 - 1                      | Manchester City            | Elland Road, Leeds                  | 39 835                     |
| 48e                                                                     | 1970                       | Everton FC (4)                                       | 2 - 1                      | Chelsea FC                 | Stamford Bridge, Londres            | 43 547                     |
| 49e                                                                     | 1971                       | Leicester City (1)                                   | 1 - 0                      | Liverpool FC               | Filbert Street, Leicester           | 25 104                     |
| 50e                                                                     | 1972                       | Manchester City (3)                                  | 1 - 0                      | Aston Villa                | Villa Park, Birmingham              | 34 859                     |
| 51e                                                                     | 1973                       | Burnley FC (2)                                       | 1 - 0                      | Manchester City            | Maine Road, Manchester              | 23 988                     |
| 52e                                                                     | 1974                       | Liverpool FC (4)                                     | 1 - 1 (6-5)                | Leeds United               | Stade de Wembley, Londres           | 67 000                     |
| 53e                                                                     | 1975                       | Derby County (1)                                     | 2 - 0                      | West Ham United            | Stade de Wembley, Londres           | 59 000                     |
| 54e                                                                     | 1976                       | Liverpool FC (5)                                     | 1 - 0                      | Southampton FC             | Stade de Wembley, Londres           | 76 500                     |
| 55e                                                                     | 1977                       | Manchester United (8) Liverpool FC (6)               | 0 - 0 (titre partagé)      | -                          | Stade de Wembley, Londres           | 82 000                     |
| 56e                                                                     | 1978                       | Nottingham Forest (1)                                | 5 - 0                      | Ipswich Town               | Stade de Wembley, Londres           | 68 000                     |
| 57e                                                                     | 1979                       | Liverpool FC (7)                                     | 3 - 1                      | Arsenal FC                 | Stade de Wembley, Londres           | 92 800                     |
| 58e                                                                     | 1980                       | Liverpool FC (8)                                     | 1 - 0                      | West Ham United            | Stade de Wembley, Londres           | 90 000                     |
| 59e                                                                     | 1981                       | Aston Villa (1) Tottenham Hotspur (6)                | 2 - 2 (titre partagé)      | -                          | Stade de Wembley, Londres           | 92 500                     |
| 60e                                                                     | 1982                       | Liverpool FC (9)                                     | 1 - 0                      | Tottenham Hotspur          | Stade de Wembley, Londres           | 82 500                     |
| 61e                                                                     | 1983                       | Manchester United (9)                                | 2 - 0                      | Liverpool FC               | Stade de Wembley, Londres           | 92 000                     |
| 62e                                                                     | 1984                       | Everton FC (5)                                       | 1 - 0                      | Liverpool FC               | Stade de Wembley, Londres           | 100 000                    |
| 63e                                                                     | 1985                       | Everton FC (6)                                       | 2 - 0                      | Manchester United          | Stade de Wembley, Londres           | 82 000                     |
| 64e                                                                     | 1986                       | Everton FC (7) Liverpool FC (10)                     | 1 - 1 (titre partagé)      | -                          | Stade de Wembley, Londres           | 88 231                     |
| 65e                                                                     | 1987                       | Everton FC (8)                                       | 1 - 0                      | Coventry City              | Stade de Wembley, Londres           | 88 000                     |
| 66e                                                                     | 1988                       | Liverpool FC (11)                                    | 2 - 1                      | Wimbledon FC               | Stade de Wembley, Londres           | 54 887                     |
| 67e                                                                     | 1989                       | Liverpool FC (12)                                    | 1 - 0                      | Arsenal FC                 | Stade de Wembley, Londres           | 63 149                     |
| 68e                                                                     | 1990                       | Liverpool FC (13) Manchester United (10)             | 1 - 1 (titre partagé)      | -                          | Stade de Wembley, Londres           | 66 558                     |
| 69e                                                                     | 1991                       | Arsenal FC (8) Tottenham Hotspur (7)                 | 0 - 0 (titre partagé)      | -                          | Stade de Wembley, Londres           | 65 483                     |
| 70e                                                                     | 1992                       | Leeds United (2)                                     | 4 - 3                      | Liverpool FC               | Stade de Wembley, Londres           | 61 291                     |
| 71e                                                                     | 1993                       | Manchester United (11)                               | 1 - 1 (5-4)                | Arsenal FC                 | Stade de Wembley, Londres           | 66 519                     |
| 72e                                                                     | 1994                       | Manchester United (12)                               | 2 - 0                      | Blackburn Rovers           | Stade de Wembley, Londres           | 60 402                     |
| 73e                                                                     | 1995                       | Everton FC (9)                                       | 1 - 0                      | Blackburn Rovers           | Stade de Wembley, Londres           | 40 149                     |
| 74e                                                                     | 1996                       | Manchester United (13)                               | 4 - 0                      | Newcastle United           | Stade de Wembley, Londres           | 73 214                     |
| 75e                                                                     | 1997                       | Manchester United (14)                               | 1 - 1 (4-2)                | Chelsea FC                 | Stade de Wembley, Londres           | 73 636                     |
| 76e                                                                     | 1998                       | Arsenal FC (9)                                       | 3 - 0                      | Manchester United          | Stade de Wembley, Londres           | 67 342                     |
| 77e                                                                     | 1999                       | Arsenal FC (10)                                      | 2 - 1                      | Manchester United          | Stade de Wembley, Londres           | 70 185                     |
| 78e                                                                     | 2000                       | Chelsea FC (2)                                       | 2 - 0                      | Manchester United          | Stade de Wembley, Londres           | 65 148                     |
| 79e                                                                     | 2001                       | Liverpool FC (14)                                    | 2 - 1                      | Manchester United          | Millennium Stadium, Cardiff         | 70 227                     |
| Community Shield (depuis 2002)                                          |                            |                                                      |                            |                            |                                     |                            |
| 80e                                                                     | 2002                       | Arsenal FC (11)                                      | 1 - 0                      | Liverpool FC               | Millennium Stadium, Cardiff         | 67 337                     |
| 81e                                                                     | 2003                       | Manchester United (15)                               | 1 - 1 (4-3)                | Arsenal FC                 | Millennium Stadium, Cardiff         | 59 923                     |
| 82e                                                                     | 2004                       | Arsenal FC (12)                                      | 3 - 1                      | Manchester United          | Millennium Stadium, Cardiff         | 63 317                     |
| 83e                                                                     | 2005                       | Chelsea FC (3)                                       | 2 - 1                      | Arsenal FC                 | Millennium Stadium, Cardiff         | 58 014                     |
| 84e                                                                     | 2006                       | Liverpool FC (15)                                    | 2 - 1                      | Chelsea FC                 | Millennium Stadium, Cardiff         | 56 275                     |
| 85e                                                                     | 2007                       | Manchester United (16)                               | 1 - 1 (3-0)                | Chelsea FC                 | Stade de Wembley, Londres           | 80 731                     |
| 86e                                                                     | 2008                       | Manchester United (17)                               | 0 - 0 (3-1)                | Portsmouth FC              | Stade de Wembley, Londres           | 84 808                     |
| 87e                                                                     | 2009                       | Chelsea FC (4)                                       | 2 - 2 (4-1)                | Manchester United          | Stade de Wembley, Londres           | 85 896                     |
| 88e                                                                     | 2010                       | Manchester United (18)                               | 3 - 1                      | Chelsea FC                 | Stade de Wembley, Londres           | 84 623                     |
| 89e                                                                     | 2011                       | Manchester United (19)                               | 3 - 2                      | Manchester City            | Stade de Wembley, Londres           | 77 169                     |
| 90e                                                                     | 2012                       | Manchester City (4)                                  | 3 - 2                      | Chelsea FC                 | Villa Park, Birmingham              | 36 394                     |
| 91e                                                                     | 2013                       | Manchester United (20)                               | 2 - 0                      | Wigan AFC                  | Stade de Wembley, Londres           | 80 235                     |
| 92e                                                                     | 2014                       | Arsenal FC (13)                                      | 3 - 0                      | Manchester City            | Stade de Wembley, Londres           | 71 523                     |
| 93e                                                                     | 2015                       | Arsenal FC (14)                                      | 1 - 0                      | Chelsea FC                 | Stade de Wembley, Londres           | 85 437                     |
| 94e                                                                     | 2016                       | Manchester United (21)                               | 2 - 1                      | Leicester City             | Stade de Wembley, Londres           | 85 437                     |
| 95e                                                                     | 2017                       | Arsenal FC (15)                                      | 1 - 1 (4-1)                | Chelsea FC                 | Stade de Wembley, Londres           | 83 325                     |
| 96e                                                                     | 2018                       | Manchester City (5)                                  | 2 - 0                      | Chelsea FC                 | Stade de Wembley, Londres           | 72 724                     |
| 97e                                                                     | 2019                       | Manchester City (6)                                  | 1 - 1 (5-4)                | Liverpool FC               | Stade de Wembley, Londres           | 77 565                     |
| 98e                                                                     | 2020                       | Arsenal FC (16)                                      | 1 - 1 (5-4)                | Liverpool FC               | Stade de Wembley, Londres           | 0                          |
| 99e                                                                     | 2021                       | Leicester City (2)                                   | 1 - 0                      | Manchester City            | Stade de Wembley, Londres           | 45 602                     |
| 100e                                                                    | 2022                       | Liverpool FC (16)                                    | 3 - 1                      | Manchester City            | King Power Stadium, Leicester       | 28 545                     |
| 101e                                                                    | 2023                       | Arsenal FC (17)                                      | 1 - 1 (4-1)                | Manchester City            | Stade de Wembley, Londres           | 81 145                     |
| 102e                                                                    | 2024                       | Manchester City (7)                                  | 1 - 1 (7-6)                | Manchester United          | Stade de Wembley, Londres           | 78 146                     |
| 103e                                                                    | 2025                       | Crystal Palace (1)                                   | 2 - 2 (3-2)                | Liverpool FC               | Stade de Wembley, Londres           | 82 645                     |

## Bilan
Le club le plus titré est Manchester United avec vingt-et-un titres (dont quatre partagés), suivi d'Arsenal (dix-sept titres, dont un partagé), Liverpool (seize titres, dont cinq partagés), Everton (neuf titres, dont un partagé), Tottenham Hotspur (sept titres, dont trois partagés) et Manchester City (six titres).
| Édition | Clubs                     | Vainqueur | Finaliste                                                       | Finales disputées |
| ------- | ------------------------- | --- | --------------------------------------------------------------- | ----------------- |
| 1       | Manchester United         | 21 (1908, 1911, 1952, 1956, 1957, 1965, 1967, 1977, 1983, 1990, 1993, 1994, 1996, 1997, 2003, 2007, 2008, 2010, 2011, 2013, 2016) | 10 (1948, 1963, 1985, 1998, 1999, 2000, 2001, 2004, 2009, 2024) | 31                |
| 2       | Arsenal FC                | 17 (1930, 1931, 1933, 1934, 1938, 1948, 1953, 1991, 1998, 1999, 2002, 2004, 2014, 2015, 2017, 2020, 2023)                         | 7 (1935, 1936, 1979, 1989, 1993, 2003, 2005)                    | 24                |
| 3       | Liverpool FC              | 16 (1964, 1965, 1966, 1974, 1976, 1977, 1979, 1980, 1982, 1986, 1988, 1989, 1990, 2001, 2006, 2022)                               | 9 (1922, 1971, 1983, 1984, 1992, 2002, 2019, 2020, 2025)        | 25                |
| 4       | Everton FC                | 9 (1928, 1932, 1963, 1970, 1984, 1985, 1986, 1987, 1995)                                                                          | 2 (1933, 1966)                                                  | 11                |
| 5       | Manchester City           | 7 (1937, 1968, 1972, 2012, 2018, 2019, 2024)                                                                                      | 9 (1934, 1956, 1969, 1973, 2011, 2014, 2021, 2022, 2023)        | 16                |
| 6       | Tottenham Hotspur         | 7 (1921, 1951, 1961, 1962, 1967, 1981, 1991)                                                                                      | 2 (1920, 1982)                                                  | 9                 |
| 7       | Angleterre Professionnels | 5 (1913, 1923, 1924, 1929, 1950)                                                                                                  | 2 (1925, 1926)                                                  | 7                 |
| 8       | Chelsea FC                | 4 (1955, 2000, 2005, 2009) | 9 (1970, 1997, 2006, 2007, 2010, 2012, 2015, 2017, 2018)        | 13                |
| 9       | Wolverhampton Wanderers   | 4 (1949, 1954, 1959, 1960) | 1 (1958)                                                        | 5                 |
| 10      | Angleterre Amateurs       | 2 (1925, 1926) | 4 (1913, 1923, 1924, 1929)                                      | 6                 |
| 11      | West Bromwich Albion      | 2 (1920, 1954) | 2 (1931, 1968)                                                  | 4                 |
| 12      | Burnley FC                | 2 (1960, 1973) | 1 (1921)                                                        | 3                 |
| 12      | Leeds United              | 2 (1969, 1992) | 1 (1974)                                                        | 3                 |
| 12      | Leicester City            | 2 (1971, 2021) | 1 (2016)                                                        | 3                 |
| 15      | Newcastle United          | 1 (1909) | 5 (1932, 1951, 1952, 1955, 1996)                                | 6                 |
| 16      | Aston Villa               | 1 (1981) | 3 (1910, 1957, 1972)                                            | 4                 |
| 16      | Blackburn Rovers          | 1 (1912) | 3 (1928, 1994, 1995)                                            | 4                 |
| 18      | West Ham United           | 1 (1964) | 2 (1975, 1980)                                                  | 3                 |
| 19      | Sheffield Wednesday       | 1 (1935) | 1 (1930)                                                        | 2                 |
| 19      | Sunderland AFC            | 1 (1936) | 1 (1937)                                                        | 2                 |
| 19      | Nottingham Forest         | 1 (1978) | 1 (1959)                                                        | 2                 |
| 19      | Portsmouth FC             | 1 (1949) | 1 (2008)                                                        | 2                 |
| 23      | Brighton and Hove Albion  | 1 (1910) | 0                                                               | 1                 |
| 23      | Huddersfield Town         | 1 (1922) | 0                                                               | 1                 |
| 23      | Cardiff City              | 1 (1927) | 0                                                               | 1                 |
| 23      | Bolton Wanderers          | 1 (1958) | 0                                                               | 1                 |
| 23      | Derby County              | 1 (1975) | 0                                                               | 1                 |
| 23      | Crystal Palace            | 1 (2025) | 0                                                               | 1                 |
| 29      | Queens Park Rangers       | 0 | 2 (1908, 1912)                                                  | 2                 |
| 29      | Ipswich Town              | 0 | 2 (1962, 1978)                                                  | 2                 |
| 31      | Northampton Town          | 0 | 1 (1909)                                                        | 1                 |
| 31      | Swindon Town              | 0 | 1 (1911)                                                        | 1                 |
| 31      | Corinthians FC            | 0 | 1 (1927)                                                        | 1                 |
| 31      | Preston North End         | 0 | 1 (1938)                                                        | 1                 |
| 31      | FA Canadian Touring Team  | 0 | 1 (1950)                                                        | 1                 |
| 31      | Blackpool FC              | 0 | 1 (1953)                                                        | 1                 |
| 31      | FA XI                     | 0 | 1 (1961)                                                        | 1                 |
| 31      | Southampton FC            | 0 | 1 (1976)                                                        | 1                 |
| 31      | Coventry City             | 0 | 1 (1987)                                                        | 1                 |
| 31      | Wimbledon FC              | 0 | 1 (1988)                                                        | 1                 |
| 31      | Wigan AFC                 | 0 | 1 (2013)                                                        | 1                 |